# Медяниха
Медяниха — упразднённое село в Шелаболихинском районе Алтайского края. На момент упразднения входило в состав Крутишинского сельсовета. Исключено из учётных данных в 1986 году.

## География
Располагалось на правом берегу протоки Топчиха реки Старая Обь, в 3 км юго-западу от села Крутишка.

## История
Основано в 1925 г. В 1928 г. посёлок Медяниха состоял из 38 хозяйств. В административном отношении входил в состав Мезенцевского сельсовета Тюменцевского района Каменского округа Сибирского края.
Решением Алтайского краевого исполнительного комитета от 29.04.1986 года № 160/1 село исключено из учётных данных.

## Население
В 1926 г. в поселке проживало 180 человек (88 мужчин и 92 женщины), основное население — русские.